# Calende
Le calende (in latino arcaico: kălendāī -āsōm; in latino classico: kălendae -ārum, o călendae [kaˈlɛn̪.d̪ae̯]) erano il primo giorno di ciascun mese nel calendario romano, quello della luna nuova quando questo seguiva il ciclo lunare (sotto Romolo e Numa Pompilio).

## Descrizione
Quel giorno, i pontefici annunciavano presso la Curia Calabra la data delle feste mobili del mese seguente e quando i debitori avrebbero dovuto pagare i loro debiti elencati nel calendaria, i libri dei conti.
La data (in questo sistema di calendario) si misura in avanti rispetto al giorno in cui cadevano le calende, none o idi successive. Così, mentre i moderni calendari conteggiano il numero di giorni dopo il primo di ogni mese, III. Kal. Ian. sarebbe il 30 dicembre, tre giorni (includendo nel conteggio anche i giorni di partenza e di arrivo) prima del 1º gennaio. Per trovare il giorno delle calende del mese corrente, si conta quanti giorni rimangono nel mese e si aggiungono due giorni al totale. Ad esempio, il 22 aprile è il 10 delle calende di maggio, perché mancano 8 giorni al 30 aprile, e aggiungendone 2 si ottiene il totale di 10.
Il calcolo dei giorni del mese dalle Calende può essere fatto utilizzando i seguenti versetti:
Per onorare il Dio Marte e soprattutto per far corrispondere il calendario lunare con il ciclo solare, dieci giorni di festa, vale a dire le calende di Marte, venivano organizzati alla fine dell'anno. Questa durata viene successivamente ridotta a 8 giorni (ciclo nundinale).

## Etimologia
Il termine arcaico deriva dall'etrusco, questo potrebbe spiegare il mantenimento della lettera k nella scrittura delle date, lettera che presso i Romani tuttavia fu rapidamente eliminata a favore di c (alcuni rari termini latini con k sono infatti spesso di origine straniera).
Un'altra spiegazione dà una origine interamente latina: deriverebbe dal latino calenda («ciò che deve essere chiamato») dal verbo calare («chiamare»).

## Festività
Ogni mese, le calende erano dedicate a Giunone, come le Idi erano a Giove. Le calende di gennaio erano chiamate Saturnalia, che i Romani celebravano alla fine di dicembre. Il Matronale (in latino  Mātrōnālĭa, -ĭum) erano le feste celebrate per le calende di marzo dalle signore romane, mentre le Fabarie (in latino fabariae Kalendae) erano le calende di giugno, dove si offrivano agli dei le fave novelle.

## Derivazioni linguistiche
Il calendario moderno deriva dall'aggettivo calendarium («calendario»), che indicava un registro dei conti (che si verificava il primo del mese; il calendarium era propriamente il «registro delle scadenze») e, pertanto, il calendario era, originariamente, il registro sul quale si annotavano gli eventi legati a una data precisa del mese. La parola italiana proviene direttamente dall'aggettivo latino, con un senso più generale.
"Rinviare alle calende greche" (Ad Kalendas Graecas) significa «procrastinare indefinitamente avanti il completamento di un'azione». In effetti, i calendari greci antichi (come quello attico) non avevano le calende, per cui l'espressione fa riferimento a una data sconosciuta. Le calende greche, nelle lingue romanze (spagnolo: hasta las calendas griegas; francese: aux calendes grecques; portoghese: às calendas gregas; romeno: la calendele grecești; ecc.), evoca in maniera ironica una data che sembra fissa, ma che alla fine non si verificherà mai.